# Gakuō Zōkyū

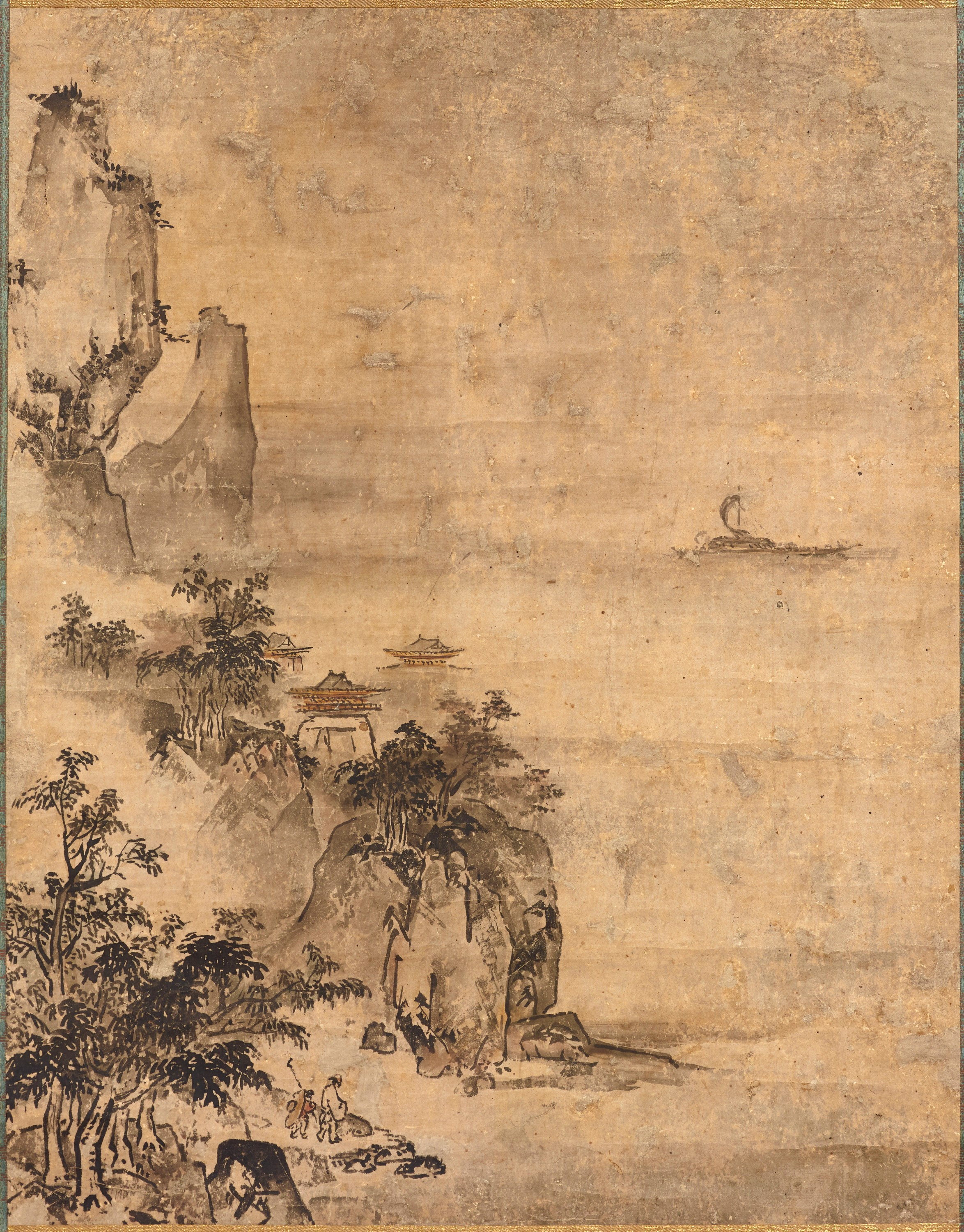
Landschaft (Tokio Nationalmuseum)

Gakuō Zōkyū (japanisch 岳翁 蔵丘; aktiv zwischen ca. 1482 und ca. 1541) war ein japanischer Zen-Mönch, bekannt als Maler in der späten Muromachi-Zeit.

## Leben und Wirken
Gakuō Zōkyū, über dessen Herkunft, Geschichte und Abstammung man nichts weiß, der aber mit seinen Spätwerken, von denen bisher etwa 20 bekannt sind, in die Geschichte eingegangen ist. Unter seinen Werken ist eines, das von Ryōan Keigo (良安 敬悟; 1425–1514), einem Hohepriester des Tempels Tōfuku-ji in Kyōto, gelobt wurde. Es gibt so viele davon, dass angenommen wird, dass er wahrscheinlich ein Malermönch war, der eng mit dem Tōfuku-ji verbunden war, und es ist bekannt, dass er über einen ziemlich langen Zeitraum von der Bummei– (文明; 1469–1487) bis zur Eishō-Ära (永正; 1504–1521) tätig war.
Auch im „Shoken Niroku“ (正賢二録), verfasst im Jahr 1486 von Kiko Taishuku (帰古大宿; 1421–1487), der ebenfalls im Tōfuku-ji tätig war, wird sein Name und eine Zeichnung von „Ezan Kashozu“ (恵山華祥図) erwähnt. Dort ist auch Zōkyū (蔵休) als Schüler von Shūbun aufgeführt, und so scheint es, dass er die Tuschemalereimethode der Shūbun-Linie geerbt hat. Die Gemälde im Shumon-Stil (朱門様式) zeigen mehr Flexibilität und viele sind reich an schwarzer Tusche. Zu Gakuōs repräsentativen Werken gehören „Fūkei“ (風景) – „Landschaft“ im Nationalmuseum Tokio und „Fūkei“ (風景) – „Landschaft“ im Masaki Art Museum, Tadaoka, Präfektur Osaka.